# Guion Bluford
Guion Stewart Bluford, Jr (Philadelphia, 22 november 1942) is een voormalig Amerikaans ruimtevaarder en de eerste Afro-Amerikaan in de ruimte. Bluford zijn eerste ruimtevlucht was STS-8 met de spaceshuttle Challenger en vond plaats op 30 augustus 1983. Tijdens de missie werden twee satellieten in een baan rond de aarde gebracht. 
In totaal heeft Bluford vier ruimtevluchten op zijn naam staan. In 1993 verliet hij NASA en ging hij als astronaut met pensioen. 